# 尖端出版
尖端出版，簡稱SPP，是台灣城邦媒體控股集團旗下的出版事業部，以發行漫畫、輕小說和書籍為主，桌上遊戲業務已停止。

## 歷史

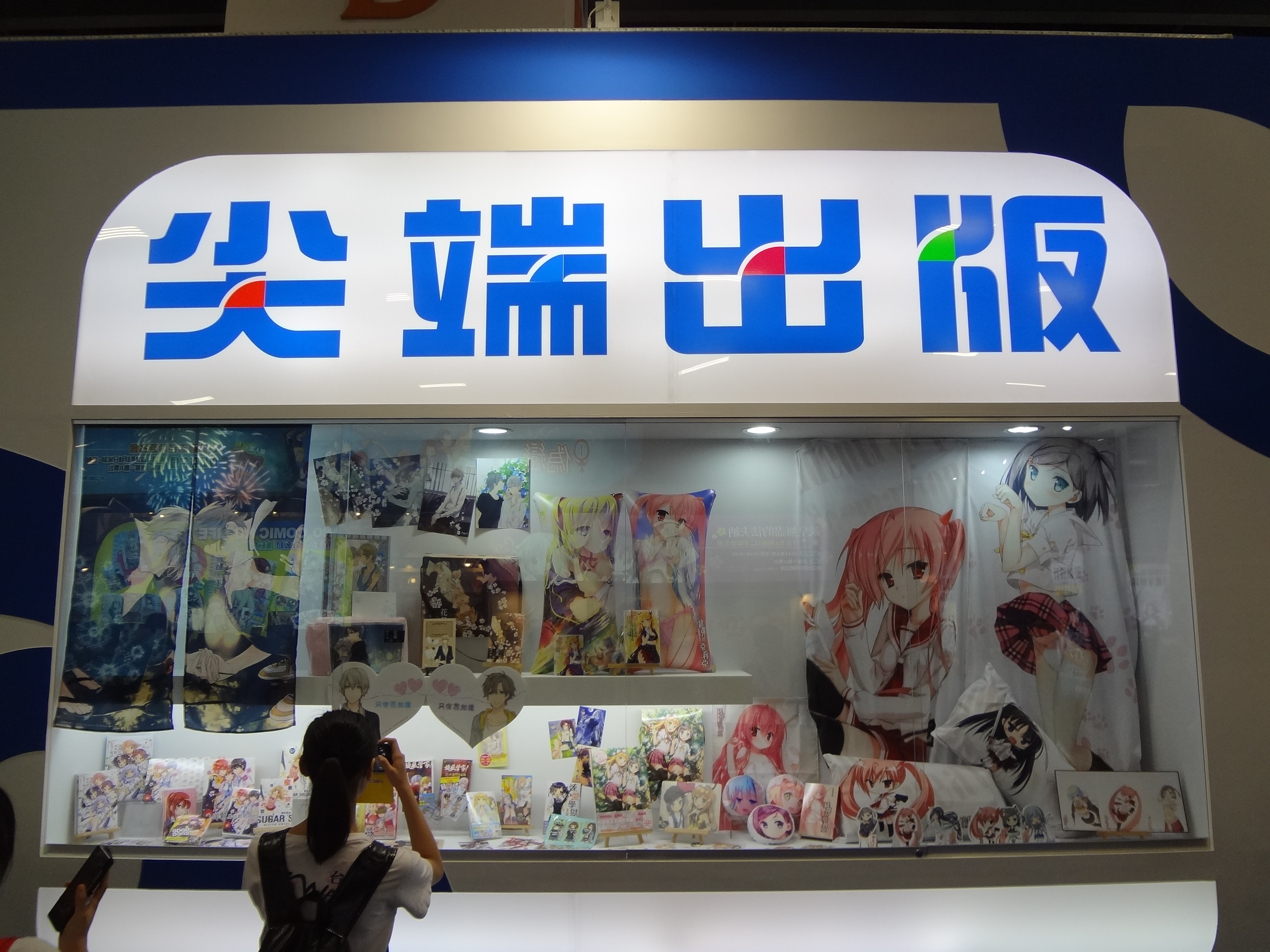
2014漫畫博覽會尖端出版攤位

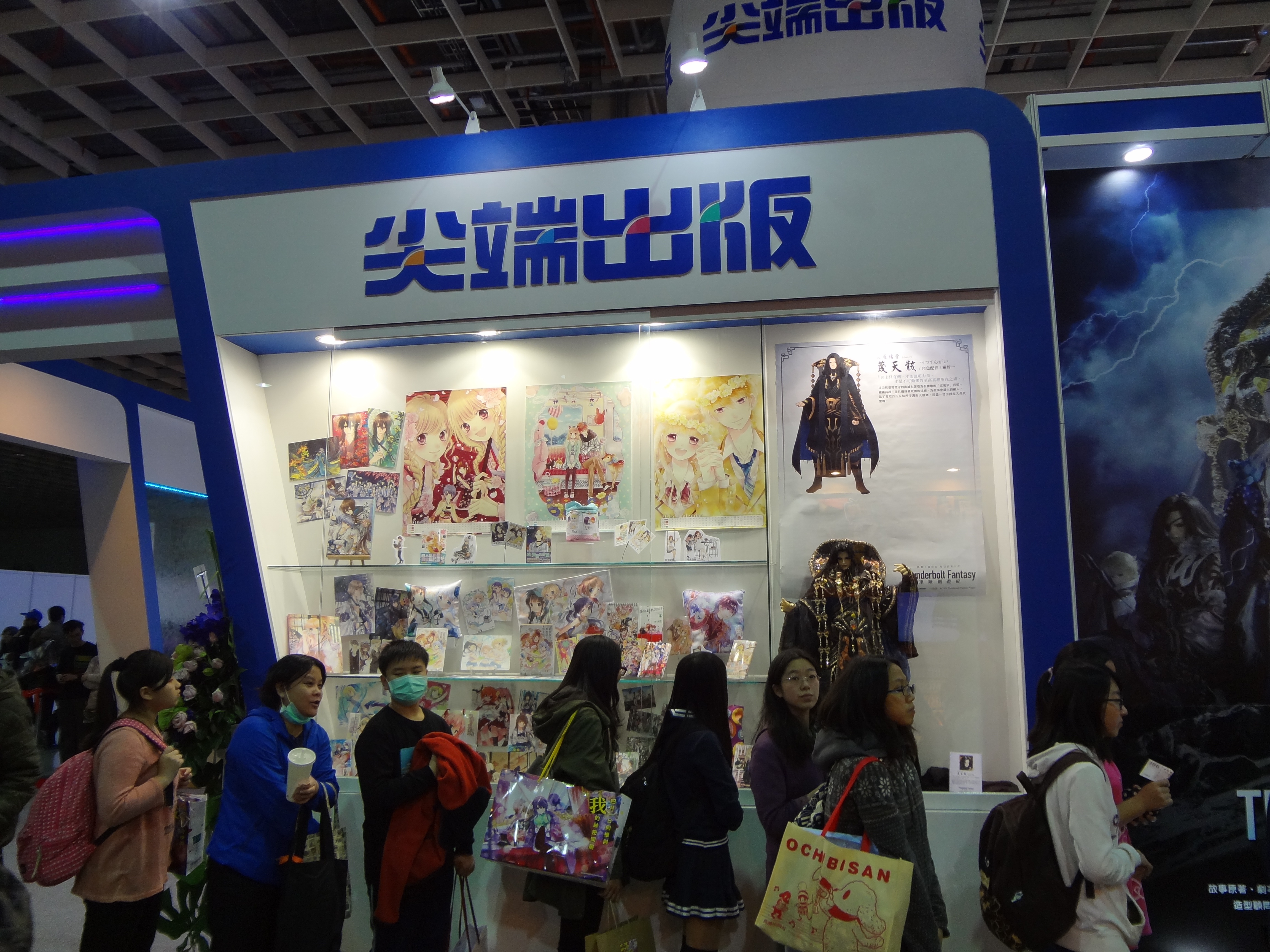
2016台北國際動漫節尖端出版攤位

- 1982年7月12日，「尖端出版有限公司」（Sharp Point Publishing Co., Ltd.）成立，總部設於臺北縣新店市復興路45號6樓，主要出版軍事、模型相關書籍。黃鎮隆為創辦人之一兼負責人。
- 1987年7月，電玩雜誌《電視遊樂雜誌》創刊。
- 1987年10月，電玩雜誌《電視遊樂報導》（TV Game Report）創刊。
- 1990年，動畫、漫畫、模型情報雜誌《神奇地帶》（Magic）創刊，正式投入漫畫出版業。
- 1991年，開始發行已取得授權的日本漫畫，第一部漫畫是小學館授權發行的高橋留美子漫畫作品《福星小子》（うる星やつら）。
- 1993年，電玩雜誌《勝利小子》（VV Kids）、《遊戲天堂》、《電玩攻略月刊》相繼創刊。
- 1993年10月，青年漫畫雜誌《活躍Tempo半月刊》（Tempo）創刊。
- 1994年1月，流行生活占星情報雜誌《談星》（My Birthday）創刊。
- 1997年11月，街頭流行文化情報雜誌《COOL流行酷報》（COOL）創刊。
- 1998年4月，流行音樂及藝人情報雜誌《Play流行樂刊》（Play）創刊。
- 1999年5月，手機及其周邊商品情報雜誌《Call流行通訊》（Call）創刊。
- 1999年6月，收藏玩具情報雜誌《COOL TOYS玩具酷報》（COOL TOYS）創刊。同年，與講談社同步製作、同步發售井上雄彥漫畫作品《浪人劍客》（バガボンド），並邀請書法家黃明勝擔任《浪人劍客》台灣中文版封面題字。
- 1990年代後期，尖端出版改組為「尖端出版股份有限公司」。
- 2000年2月，心理測驗雜誌《心理測驗》（Psychological Tests）雙月刊創刊。
- 2001年1月，十二星座專門雜誌《完全星座誌》（Total Astrology）雙月刊創刊。同年5月，女性街頭流行文化情報雜誌《Choc恰女生》（Choc）創刊，《Play流行樂刊》改版為《Play綜藝王》（Play）。同年，尖端出版被TOM集團收購。
- 2002年5月，日本流行裝扮情報雜誌《Popteen》創刊。
- 2002年6月，機車情報誌《機車人月刊》（COOL BIKERS）創刊。
- 2003年，電子報《尖端數位e週報》（Sharp Point E-Paper Weekly）創刊，《心理測驗》雙月刊改版為《非常心理測驗》（Psychological Tests）月刊，集合網路遊戲玩家共同撰寫的網路遊戲密技攻略雜誌《網路遊戲密技大補帖》（Online Game Guides Monthly）月刊創刊。
- 2003年7月25日，因大然文化倒閉事件，隨後獲得集英社刊物《RIBON》的台灣代理發行權，發行《夢夢少女漫畫月刊》（MonMon），每月25日發行，遇假日提前、順延。
- 2003年12月，日本偶像情報雜誌《Junon》創刊。
- 2005年1月，喬傑立偶像情報雜誌《傑報J★Star》（J★Star）創刊。
- 2005年7月15日，合併解散[1]，成為城邦媒體控股集團旗下的品牌公司。
- 2005年9月，《COOL流行酷報》衍生雜誌《Men's Cool》創刊。
- 2006年1月，取得日本Apollo Communication旗下雜誌《APOLLO Brand Bargain》授權，開始發行中文版的名牌商品情報雜誌《i-Brand 愛名牌》（i-Brand）。
- 2007年8月12日，取得小學館《Ciao》的台灣代理權，於漫畫博覽會發行中文版《甜芯少女漫畫月刊》，每月1日發行，遇假日提前、順延。
- 2011年，於上海設立辦事處「尖端文創」[2]。
- 2017年，成立童書品牌「小光點」。[3]

## 出版品

### 漫畫
- 夢夢少女漫畫月刊 - 集英社月刊少女漫畫雜誌《Ribon》的繁體中文版。
- 甜芯少女漫畫月刊 - 小學館月刊少女漫畫雜誌《Ciao》的繁體中文版。

### 輕小說
浮文字
尖端於2006年1月開始發行的輕小說書系。發行初號稱「引進日本文學新星最具爆發力與想像力的新文體」。同年2月，尖端開始發行日本講談社文藝雜誌《Faust》的中文翻譯版Mook《浮文誌》。
最初以翻譯出版日本《Faust》系作家的作品為主，現在則發行各種日本輕小說和中文原創輕小說。
書盒子
尖端的盒裝日本輕小說書系。設計和代理書目均來自講談社BOX系列。
MoonBleu
尖端的BL向小說書系。
夢小說
尖端的少女向小說書系。主要發行少女漫畫改編小說和中文原創少女小說。

### 華文創作
近年著力於本土原創發崛人才為主，其過去從代工轉型至品牌經營，從授權轉型至原創開發，逐漸成為臺灣具原創作品的主要出版平台。
小說
潘柏霖《我不喜歡我的黃色尾巴》（2023）、《不穿紅裙的男孩》（2021）、《藍色是骨頭的顏色》（2019）、《少年粉紅》（2017）。
詩
林季鋼《寫真》（2018）。

## 其他

### 舉辦賽事
- 浮文字新人獎 - 尖端每年舉辦一次的中文原創輕小說比賽。自第五屆起開始正式接收中國大陸作者稿件，中國大陸徵稿點為尖端文創。

### 線上漫畫平台
- 「漫畫之星Comic Star」 - 尖端的數位漫畫平台。2010年開站。

## 相關項目
- 浮文誌
- 浮文字新人獎
- 尖端原創漫畫新人獎
- 台灣代理輕小說列表
- 台灣出版輕小說列表

## 外部連結
- 尖端出版網站 （页面存档备份，存于） （繁體中文）
- YouTube上的尖端出版頻道
- 台湾尖端出版的微博 （页面存档备份，存于） （简体中文）
- 尖端出版在動畫新聞網百科全書中的資料（英文）
- 港台漫畫出版社列傳之——尖端篇 （繁體中文）
- 尖端動漫戰隊 （页面存档备份，存于） （繁體中文）
- 尖端大破的Facebook專頁 （繁體中文）
- 尖端大破 新浪博客 （页面存档备份，存于） （简体中文）
- 漫畫之星 Comic Star線上漫畫平台 （页面存档备份，存于） （繁體中文）
- 漫畫之星 編輯部的Plurk專頁 （繁體中文）
- CooL-Style 流行酷報官方網站 （页面存档备份，存于） （繁體中文）
- 尖端電子書Ebook的Facebook專頁 （繁體中文）